# Coca Cola Live @ MTV - The Summer Song (prima edizione)

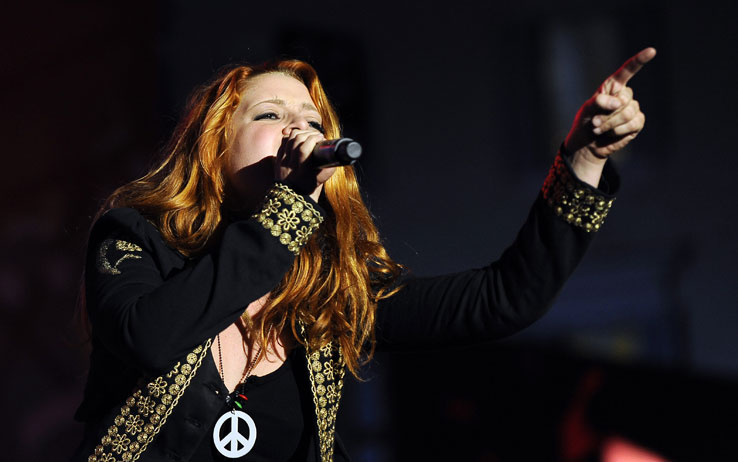
Noemi al Coca Cola Live @ MTV - The Summer Song, 26 settembre 2009

Il concerto della prima edizione del Coca Cola Live @ MTV - The Summer Song si è svolto a Roma in Piazza del Popolo ed è andato in onda su MTV in diretta il 26 settembre 2009 a partire dalle 20:30. Il live è stato condotto da Valentina Correani e Alessandro Cattelan. A partire dal 3 luglio 2009, tramite televoto venivano eliminate settimanalmente due canzoni. Il 18 settembre si è potuto stabilire quali fossero i 14 finalisti (su trenta partecipanti) che si sono poi esibiti sul palco. Special guest stars della serata i Tokio Hotel che hanno presentato il loro lavoro Humanoid.

## Artisti finalisti
Di seguito sono riportati, in ordine di classifica, i 14 finalisti con le relative canzoni:
1. Dentro ad ogni brivido – Marco Carta
2. Cercasi AAAmore – dARI
3. Sulla mia pelle – Lost
4. La mia notte – Finley
5. Na na na – Broken Heart College
6. Nessuno è perfetto – Gemelli DiVersi
7. Deca Dance – J-Ax
8. When Love Takes Over – David Guetta
9. Per dimenticare – Zero assoluto
10. Briciole – Noemi
11. Gioia infinita – Negrita
12. La scala (The Ladder) – Giusy Ferreri
13. Mama Do – Pixie Lott
14. The Journey – Dolores O'Riordan

## Artisti non finalisti
Di seguito sono riportati, in ordine casuale, i 16 non finalisti con le relative canzoni:
- Vedo in te – Airys
- LaLa song – Bob Sinclar
- La più bella canzone d'amore che c'è – Dolcenera
- Il senso di ogni cosa – Fabrizio Moro
- Wonderful – Gary Go
- Maledetto ciao – Gianna Nannini
- Poker Face – Lady Gaga
- Not Fair – Lily Allen
- New in Town – Little Boots
- Give It to Me Right – Melanie Fiona
- Seventeen Forever – Metro Station
- Lontano dal tuo sole – Neffa
- 50mila – Nina Zilli
- Candy – Paolo Nutini
- Our Song – Taylor Swift
- Heavy Cross – The Gossip